# Braunroter Erdbock
Der Braunrote Erdbock (Dorcadion fulvum, Syn.: Carinatodorcadion fulvum) ist ein Käfer aus der Familie der Bockkäfer und der Unterfamilie Lamiinae. Das vom Südosten her nach Mitteleuropa vordringende Tier gehört zu den Erdböcken (Gattung Dorcadion). Diese leben auf dem Boden.

## Bemerkungen zum Namen
Die Art wurde erstmals 1763 von Scopoli als Cerambyx fulvus beschrieben. Scopoli beginnt die Diagnose der Art mit: Fulva sunt elytra, anten. bases, abdomen, femora & tibiae; reliqua nigra (lat. Braun  sind die Flügeldecken, die Basis der Antennen, der Hinterleib, die Schenkel und Schienen; der Rest ist schwarz). Dies erklärt den Artnamen "fulva" (lat. braun)
Der Gattungsname "Dorcadion" (von altgr. δορκάς dorkas, Gazelle δορκάδιον dorkádion, Böckchen) drückt aus, dass es sich um kleinere Bockkäferarten handelt. Dies trifft auf Dorcadion fulvum nicht zu. Carinatodorcadion ist ein Dorcadion mit einem Kiel (lat. carina = Kiel). Carinatodorcadion wird je nach Autor als Gattung oder traditionell als Untergattung der Gattung Dorcadion eingestuft und eine unterschiedliche Anzahl von Arten angegeben.
Es gibt außer der Nominatform Carinatodorcadion fulvum fulvum noch die Unterart Carinatodorcadion fulvum erythropterum (altgr. rotflüglig).

## Merkmale des Käfers
Der Körper ist länglich oval und erreicht eine Länge von 13 bis 16 Millimetern. Kopf, Halsschild, Tarsen und die Fühler außer dem 1. Fühlerglied sind schwarz, der restliche Körper rotbraun.
Der Kopf ist schräg nach unten geneigt. Der Vorderrand des Kopfschildes ist vorgezogen, die Basis der Mandibeln liegt in einer tieferen Ebene. Von vorn betrachtet ist der Kopfschild über der Oberlippe gerade abgeschnitten (Abb. 2). Die elfgliedrigen Fühler sind lang, erreichen bei beiden Geschlechtern jedoch nur etwa die Mitte der Deckflügel. Das erste Fühlerglied ist rotbraun und sehr robust, das zweite wie bei fast allen Bockkäfern kurz und erinnert an die Form eines Fruchtbechers der Eichel. Das dritte Fühlerglied ist kürzer als das erste (Abb. 5, Längen der Fühlerglieder schwarz eingezeichnet). Das Längenverhältnis von erstem zu drittem Fühlerglied ist ein wichtiges Merkmal für die Unterscheidung der Gattungen. Die folgenden Fühlerglieder werden zunehmend kleiner, sie sind am Ende alle etwas erweitert. Die nierenförmigen Facettenaugen umgreifen die Fühlerbasis von hinten. Auf dem Scheitel sind die Innenränder der Augen (in Abb. 5 blau) stärker einander genähert als die Innenränder der Fühlerbasen (in Abb. 5 grün).
Der Halsschild ist etwas breiter als lang und an den Seiten in einen spitzen Höcker ausgezogen. Die Längsmittellinie ist rinnenartig vertieft, im Gegensatz zu Dorcadion aethiops (Abb. 4 und Abb. 5).
Die Flügeldecken sind mehr oder weniger glänzend und braun. Weder an der Flügeldeckennaht noch an den Rändern der Flügeldecken ist eine weiße Tomentierung zu finden. Die Art ist flugunfähig, die Hinterflügel sind zurückgebildet, die Deckflügel an der Naht miteinander verwachsen.
Die Beine sind sehr robust. Die fünfgliedrigen Tarsen erscheinen nur viergliedrig (Pseudotetramer), da das sehr kleine vierte Tarsenglied zwischen den Lappen des dritten Tarsengliedes verborgen liegt.
| Abb. 1: Seitenansicht Abb. 2: Kopf Abb. 3: Unterseite | Abb. 4: Vorderansicht Abb. 5: Ausschnitt Aufsicht schwarz: Längen der ersten drei Fühlerglieder blau: Innenrand der Augen auf dem Scheitel, grün: In- nenrand der Fühlerbasis |

## Biologie
Die Art ist wärmeliebend und kommt in trockenem, offenem Gelände vor. Die Imagines fressen Blätter und Wurzeln. Sie erscheinen im frühen Frühjahr. Die Larven fressen Wurzeln von Gras und anderen Kräutern. Zur Entwicklung brauchen sie ein Jahr.

## Verbreitung
Das Verbreitungsgebiet der Art ist sehr kompakt und ist gegenüber dem Vorkommen von Dorcadion aethiops etwas nach Norden verschoben. Im Norden verläuft die Verbreitungsgrenze durch die Ukraine und Polen, im Westen durch Tschechien und Österreich, im Südwesten ist das Verbreitungsareal durch die Adria begrenzt. Im Süden liegen Griechenland und die Türkei bereits nicht mehr im Verbreitungsgebiet.